# 952 Caia
952 Caia је астероид главног астероидног појаса. Приближан пречник астероида је 81,61 , 
а средња удаљеност астероида од Сунца износи 2,985 астрономских јединица (АЈ). 
Инклинација (нагиб) орбите у односу на раван еклиптике је 10,039 степени, а орбитални период износи 1884,577 дана (5,159 година). Ексцентрицитет орбите астероида износи 0,247. 
Апсолутна магнитуда астероида износи 9,20 а геометријски албедо 0,055.
Астероид је откривен 27. октобра 1916. године.